# 656 (numero)
Seicentocinquantasei è il numero naturale dopo il 655 e prima del 657.

## Proprietà matematiche
- È un numero pari.
- È un numero composto con 10 divisori: 1, 2, 4, 8, 16, 41, 82, 164, 328, 656. Poiché la somma dei suoi divisori (escluso il numero stesso) è 646 < 656 è un numero difettivo.
- È un numero palindromo nel sistema di numerazione posizionale a base 9 (808) e e nel sistema numerico decimale.
- È parte delle terne pitagoriche (144, 640, 656), (492, 656, 820), (656, 1230, 1394), (656, 1617, 1745), (656, 2583, 2665), (656, 3330, 3394), (656, 6708, 6740), (656, 13440, 13456), (656, 26892, 26900), (656, 53790, 53794), (656, 107583, 107585).
- È un numero 58-gonale.
- È un numero felice.
- È un numero congruente.

## Astronomia
- 656 Beagle è un asteroide della fascia principale del sistema solare.
- NGC 656 è una galassia lenticolare della costellazione dei Pesci.

## Astronautica
- Cosmos 656 è un satellite artificiale russo.

## Altri ambiti
- 656 è il numero identificativo della strada statale 656 Val Pescara-Chieti.
- 656 è il numero di volte che Gerusalemme è menzionata nella Bibbia (Antico Testamento).
- 656 è un articolo del Codice Penale italiano inerente alla pubblicazione o diffusione di notizie false, esagerate o tendenziose, atte a turbare l'ordine pubblico.